# Théâtre du Jeu de Paume
Pour les articles homonymes, voir Jeu de paume (homonymie).
Le théâtre du Jeu de Paume est un théâtre à l'italienne de 493 places situé rue de l'Opéra, à Aix-en-Provence. Construit à partir de 1756, il accueille à l'année de nombreuses représentations théâtrales. La salle est inscrite à l'inventaire supplémentaire des Monuments historiques depuis 1981.

## Historique
Le théâtre du Jeu de Paume est construit à partir de 1756 sur l'emplacement d'une salle où se pratiquait le jeu de paume. Selon la tradition, le roi Louis XIV lui-même y aurait joué, en 1660.
L'architecte est le marquis de La Barben, alors consul de la ville d'Aix. Comme tous les terrains de jeu de paume, de la Barben doit faire face aux dimensions exiguës qui lui sont proposées : 36 mètres sur 16. Il parvient tout de même à construire une salle moderne pour les exigences du XVIIIe siècle, dans laquelle tous les spectateurs, où qu'ils soient placés, puissent entendre les acteurs. Le coût des travaux dépassant le budget initial, la ville est contrainte d'assurer une aide financière.
Le bâtiment, dépourvu de décorations intérieures, est inauguré en 1787 et la municipalité en devient propriétaire en 1829. Au fil des décennies du XIXe siècle, l'aménagement intérieur va se faire progressivement.

### XXe siècle - aujourd'hui
En 1998 ainsi après deux ans de travaux et de rénovation, le théâtre rouvre ses portes en mai 2000 avec la présence de Fanny Ardant, Jean-Louis Trintignant, Jacques Weber et Clémentine Mazzoni.
La direction artistique du Théâtre du Jeu de Paume est assurée par Dominique Bluzet. Celui-ci étant également directeur artistique du Théâtre du Gymnase à Marseille. Ces deux lieux sont regroupés par le GIE Acte qui permet la prise d'abonnements en commun.
En novembre 2009, la municipalité d'Aix-en-Provence acquiert 70 pièces de costumes utilisées pour les représentations au théâtre du Jeu de Paume au XIXe siècle.

## Festival international d'art lyrique
Le théâtre du Jeu de Paume est, avec le théâtre de l'Archevêché, le Grand Théâtre de Provence (construit en 2007) et l'hôtel Maynier d'Oppède, l'un des lieux où se déroulent chaque été les représentations des spectacles du Festival international d'art lyrique d'Aix-en-Provence.
Quelques opéras et autres productions représentés au théâtre du Jeu de Paume dans le cadre du festival : 
- Juillet 2013 : Elena (en) (1659), de Francesco Cavalli (1602-1676), dramma per musica en un prologue et trois actes, livret de Giovanni Faustini, dans une mise en scène de Jean-Yves Ruf, sous la direction musicale de Leonardo García Alarcón ;
- Juillet 2014 : Trauernacht (en français, Nuit de deuil), opéra inspiré des Cantates de Bach, dans une mise en scène de Katie Mitchell, sous la direction musicale de Raphaël Pichon ;
- Juillet 2015 : Svadba, d'Ana Sokolović, opéra pour six voix de femmes a cappella sur un livret d'Ana Sokolović, dans une mise en scène de Ted Huffman et Zack Winokur, sous la direction musicale de Dálrine Ní Mheadhra ;
- Juillet 2016 : Kalîla wa Dimna (2016), de Moneim Adwan (création mondiale), opéra en arabe et français, livret de Fady Jomar et Catherine Verlaguet d'après Le Livre de Kalîla et Dimna (vers 750), version arabo-persane du Pañchatantra attribuée à l'écrivain persan Ibn al-Muqaffa, dans une mise en scène d'Olivier Letellier, sous la direction musicale de Zied Zouar ;
- Juillet 2017 : L'Erismena (1655), de Francesco Cavalli (1602-1676), dramma per musica en un prologue et trois actes, livret d'Aurelio Aureli, dans une mise en scène de Jean Bellorini, sous la direction musicale de Leonardo García Alarcón ;
- Juillet 2018 : Seven Stones (2018) d'Ondřej Adámek (création mondiale), opéra a cappella pour quatre chanteurs solistes et douze chanteurs choristes, Livret de Sjón, dans une mise en scène d'Éric Oberdorff, sous la direction musicale du compositeur ;
- Juillet 2019 : Les Mille endormis (2019) d'Adam Maor (création mondiale), dans une mise en scène de Yonatan Levy, sous la direction musicale d'Elena Schwarz ;
- Juillet 2021: Combattimento, la théorie du cygne noir, lamentations et madrigaux, airs et pièces instrumentales composés par Monteverdi, Rossi, Cavalli, Carissimi, Massaino, Merula, dans une mise en scène de Silvia Costa, sous la direction musicale de Sébastien Daucé[5].